# Dioscorea formosana
Dioscorea formosana är en enhjärtbladig växtart som beskrevs av Reinhard Gustav Paul Knuth. Dioscorea formosana ingår i släktet Dioscorea och familjen Dioscoreaceae. Inga underarter finns listade i Catalogue of Life.